# Ronglu
Ronglu (6 de abril de 1836 – 11 de abril de 1903), de nombre de cortesía Zhonghua, fue un líder político y militar manchú de finales de la dinastía Qing. Nació en una familia del clan Guwalgiya perteneciente al Estandarte Blanco de los Ocho Estandartes manchúes.
Ronglu fue un favorito de la emperatriz viuda Cixi, que lo aupó a una serie de importantes cargos civiles y militares en el gobierno Qing, incluyendo el Zongli Yamen, el Gran Consejo, y la Gran Secretaría. Ronglu fue también virrey de Zhili, Ministro de Comercio de Beiyang, Secretario de Defensa, Comandante de Infantería de las Nueve Puertas, y Comandante del Cuerpo Wuwei. También fue el abuelo materno de Puyi, el último Emperador de China y de la dinastía Qing.

## Primeros años y carrera
Ronglu nació en el clan manchú Guwalgiya. Su familia pertenecía al Estandarte Blanco de los Ocho Estandartes manchúes, y tenía gran tradición militar al servicio de los Qing. Su abuelo, Tasiha (塔斯哈), sirvió como residente imperial en Kashgar. Su padre, Changshou (長壽), era un zongbing (總兵; un comandante militar).
Ronglu era un yinsheng (蔭生), un tipo de cargo que se otorgaba a los candidatos al servicio civil que conseguían ser admitidos en la Guozijian (Academia Imperial). Comenzó su carrera en el Ministerio de Obras como yuanwailang (員外郎; subdirector) y se le encargó la construcción de carreteras en la Zhili.
En los primeros años del reinado del Emperador Tongzhi (principios de la década de 1860), creó la División de Armas de Fuego y fue recompensado con el cargo de jingtang (京堂; mandarín de quinto grado). También fue nombrado comandante de flanco (翼長) y zhuancao dachen (專操大臣) antes de ser trasladado para ser un zongbing (總兵) del flanco izquierdo. Por recomendación de Wenxiang, se convirtió en vicesecretario (侍郎) del Ministerio de Obras. Más tarde, fue reasignado al Ministerio de Hacienda y, al mismo tiempo, nombrado ministro del Departamento de la Casa Imperial.

## Media carrera
El emperador Tongzhi murió en 1875 y le sucedió su primo, el emperador Guangxu, por entonces un niño. Su tía, la emperatriz viuda Cixi, se convirtió en regente. Ese mismo año, Ronglu se convirtió en comandante de infantería (步軍統領). Tres años después, fue reasignado para ser Censor Jefe de la Izquierda (左都御史) y Secretario de Obras.
En 1878, Baoting (寶廷) escribió un memorial a la corte imperial, señalando que ciertos funcionarios ocupaban simultáneamente demasiados nombramientos, por lo que Ronglu fue relevado de sus funciones como Secretario de Obras y Ministro del Departamento de la Casa Imperial. En un principio, Ronglu fue acusado de aceptar sobornos y fue degradado dos grados. También ofendió a Príncipe Chun, a Baojun (寶鋆) y a Shen Guifen (沈桂芬) y fue obligado a retirarse a principios de 1879. Sin embargo, en 1891, fue restituido a la función pública y nombrado general en Xi'an.
En 1894, Ronglu fue llamado a la corte desde Xi'an, para asistir a las celebraciones del 60.º cumpleaños de la emperatriz viuda Cixi. Fue nombrado de nuevo comandante de infantería (步軍統領). Durante la primera guerra sino-japonesa de 1894-1895, Ronglu, junto con el Príncipe Gong y el Príncipe Qing, se encargó de los asuntos militares. Después de que los imperios Qing y japonés alcanzaran un acuerdo de paz, Ronglu nombró a Yuan Shikai para supervisar la creación y el entrenamiento del Nuevo Ejército. En 1896, Ronglu fue nombrado Secretario de Defensa y Gran Secretario (協辦大學士). También propuso trasladar a Dong Fuxiang y su Ejército de Kansu a Pekín para defender la capital y mejorar el entrenamiento del Nuevo Ejército.

## Reforma de los cien días
En 1898, Ronglu fue ascendido a Gran Secretario (大學士) y posteriormente asumió los siguientes nombramientos adicionales: virrey de la provincia de Zhili, Ministro de Comercio de Beiyang (北洋通商大臣), y Gran Secretario del Gabinete del Wenyuan (文淵閣大學士) que supervisaba los Tres Departamentos y Seis Ministerios del gobierno chino. Por aquel entonces, un grupo de funcionarios liderados por Kang Youwei y Tan Sitong, convencidos de que la derrota a manos del Japón de Meiji era debida a la reticencia de muchos cuadros mandarines a occidentalizarse, empezaron a planear una serie de reformas estructurales del estado y la administración, y deshacerse de los elementos conservadores del gobierno. El Emperador Guangxu apoyaba a los reformistas. Yuan Shikai fue convocado desde Provincia de Zhili a Pekín y nombrado vicesecretario (侍郎). Ronglu se sentía incómodo con las reformas, y prefirió mantenerse al margen.
Ante el cariz que las reformas estaban tomando, las facciones conservadoras de la Corte Imperial, con la emperatriz viuda Cixi a la cabeza, lanzaron un golpe de Estado en 1898 contra los reformistas. Ronglu fue nombrado miembro del Gran Consejo y se puso del lado de la emperatriz viuda durante el golpe. Los reformistas fueron derrotados. Seis de sus líderes (incluido Tan Sitong) fueron ejecutados, y el emperador Guangxu fue puesto bajo arresto domiciliario. Tras el golpe, Ronglu fue relevado de sus nombramientos como virrey de la provincia de Zhili y ministro de Beiyang, y volvió a ser nombrado Secretario de Defensa para supervisar el Ejército de Beiyang.
En 1899, Ronglu recibió la autoridad de Comisario Imperial a cargo de la formación militar (練兵欽差大臣) y fue puesto al mando de las unidades militares dirigidas por Nie Shicheng, Dong Fuxiang, Song Qing y Yuan Shikai. Estableció el Cuerpo de Wuwei, compuesto por cinco divisiones dirigidas por los cuatro comandantes y por él mismo.
Por aquel entonces, la emperatriz viuda Cixi tenía la intención de deponer al emperador Guangxu y sustituirlo por el hijo de Príncipe Duan, Puzhuan (溥僎; 1875-1920). Ronglu se mostró inicialmente indeciso al respecto, pero finalmente se opuso a la idea de la emperatriz viuda. Cixi hizo caso a su consejo y designó a Puzhuan como "Primer Príncipe" (大阿哥) en su lugar.

## Rebelión de los boxers
En 1900, tras el estallido de la Rebelión de los Bóxers, el príncipe Duan y otros cortesanos conservadores convencieron a Cixi de apoyar a los Bóxers para contrarrestar a los extranjeros. Dong Fuxiang dirigió a sus Ejército de Gansu para atacar el Distrito de las Legaciones de Pekín, pero no pudo conquistar las legaciones a pesar de 55 días de asedio. Ronglu, opuesto a una confrontación armada con los occidentales, que sabía que el ejército Qing no podía gana, fue incapaz de detenerlo. El príncipe Duan y sus seguidores continuaron presionando los ataques contra los extranjeros y matando a cualquier funcionario de la corte imperial que se les opusiera. Cuando Pekín cayó ante las fuerzas de la Alianza de las Ocho Naciones, la emperatriz viuda Cixi y el emperador Guangxu huyeron a Xi'an. Ronglu solicitó acompañarlos, pero se le negó el permiso. En su lugar, se le ordenó permanecer en Pekín.
Ronglu no quería enemistarse con la emperatriz viuda Cixi, pero no simpatizaba con los bóxers. Al igual que los principales gobernadores del sur de China, consideraba que era absurdo que el Imperio Qing se enfrentara a las ocho potencias extranjeras a la vez. Ronglu maniobró desde su cargo de Comisario Imperial y Secretario de Defensa para impedir que las facciones xenófobas de la Corte provocaran un enfrentamiento directo con los occidentales. Así, cuando el ejército de Gansu de Dong Fuxiang se desplegó para atacar las legaciones extranjeras de Pekín, Ronglu se aseguró de dificultar el asedio. El xenófobo príncipe Duan, que era amigo íntimo de Dong Fuxiang, quería que las fuerzas de Dong estuvieran equipadas con artillería para destruir las legaciones. Ronglu bloqueó la transferencia de artillería a Dong Fuxiang, impidiéndole destruir las legaciones. Cuando finalmente se suministró artillería a las fuerzas imperiales Qing y a los bóxers, sólo se hizo en cantidades limitadas. Igualmente, Ronglu también impidió que el general Nie Shicheng, a cargo del ejército chino en Manchuria (una de las zonas donde los bóxers eran más activos), se enterara de un decreto imperial que le ordenaba dejar de luchar contra los bóxers. Nie Shicheng continuó luchando contra los bóxers y mató a muchos de ellos. Ronglu también ordenó a Nie Shicheng que protegiera a los extranjeros y protegiera el ferrocarril de Manchuria de los ataques de los bóxers.
Ronglu consiguió así desbaratar eficazmente los esfuerzos del príncipe Duan por capturar las legaciones extranjeras y, como resultado, salvó a los extranjeros que estaban dentro. Aunque decepcionado porque su intervención no fuera reconocida después de la guerra, las potencias extranjeras no exigieron que él, a diferencia de Dong Fuxiang y muchos otros jerarcas del gobierno Qing, fuera castigado.
En 1901, la emperatriz viuda Cixi, a la vista del cariz de los acontecimientos y temerosa de ser depuesta, emitió cinco decretos imperiales en contra de los bóxers. El primero ordenaba a Ronglu que desplegara las fuerzas imperiales, incluyendo la Fuerza de Campo de Pekín, el Hushenying, y la caballería y el Cuerpo de Wuwei, para sofocar la revuelta de los bóxers. El segundo le pedía que intensificaran las operaciones de búsqueda y captura de rebeldes; el tercero que arrestaran y ejecutaran inmediatamente a todos los criminales con armas que abogaran por matar. El cuarto decreto ordenaba a Ronglu que enviara rápidamente tropas eficientes del Cuerpo Wuwei, al Barrio de la Legación de Pekín, para proteger todos los edificios diplomáticos.

## Carrera posterior y muerte
A finales de 1900, la emperatriz viuda Cixi convocó a Ronglu a Xi'an, donde fue calurosamente recibido. Se le concedió una chaqueta amarilla, una pluma de pavo real de dos ojos y una faja púrpura. Más tarde escoltó a la emperatriz viuda y al emperador Guangxu de vuelta a la capital.
En 1901, Ronglu fue puesto a cargo de los Ministerio del Tesoro. Ese mismo año, apoyó las reformas propuestas por Liu Kunyi y Zhang Zhidong en su memorial titulado Jiang Chu Hui Zou Bian Fa San Zhe (江楚會奏變法三折). En 1902, recibió otros nombramientos honoríficos como Gran Protector del Príncipe Heredero. (太子太保) y Gran Secretario de la Sala Wenhua (文華殿大學士). Ronglu murió en 1903 y se le concedió a título póstumo el nombramiento honorífico de Gran Tutor. (太傅). También se le concedió el nombre póstumo "Wenzhong" (文忠) y se le nombró póstumamente barón de primera clase (一等男爵).

## Relación con la emperatriz viuda Cixi
Se dice que antes de que la futura emperatriz viuda Cixi se convirtiera en consorte del emperador Xianfeng, Ronglu habría mantenido una relación sentimental con ella. Durante el mandato de la emperatriz viuda Cixi como regente de la dinastía Qing, Ronglu se unió a la facción conservadora de la emperatriz viuda en la corte imperial y se opuso a la Reforma de los cien días de 1898. La emperatriz viuda siempre recordó el apoyo de Ronglu a ella, incluso cuando eran jóvenes, y le recompensó permitiendo que su único hijo superviviente, su hija Youlan, se casara con el clan imperial. A través del matrimonio de Youlan con Zaifeng (el segundo príncipe Chun), Ronglu fue el abuelo materno de Puyi, el último emperador de la dinastía Qing.

## Apariciones en la cultura popular
Leo Genn interpretó a Jung-lu (Ronglu) en la película de 1963 55 días en Pekín. Feng Shaofeng también interpretó a Ronglu en la serie de televisión de 2006 Suspiro de Su Alteza.